# Heyfield
Heyfield – miasto w Australii, w stanie Wiktoria.